# 约瑟夫·福勒克
约瑟夫·本森·福勒克（英語：Joseph Benson Foraker，1846年7月5日—1917年5月10日）是美国共和党政治家，曾于1886至1890年任俄亥俄州州长，1897至1909年任该州联邦参议员。
福勒克生于俄亥俄州乡下，16岁便在南北战争期间加入联邦军，奋战近三年并获上尉军衔。战后他是康奈尔大学首批毕业生，随后当上律师。他对政治很感兴趣，于1879年当选法官，并以政治演讲闻名。1883年首次竞选州长落败后，福勒克在1885年当选，出任州长期间他与克利夫兰实业家马克·汉纳结盟，但两人1888年分道扬镳。1889年竞选连任失利后，福勒克在1892年竞选联邦参议员落败，但1896年俄亥俄州议会终于把他送进联邦参议院。
福勒克在参议院支持美西战争、吞并菲律宾和波多黎各；《福勒克法》令美国统治下的波多黎各建立第一个民事政府。他在铁路管控和政治官职分配上与西奥多·罗斯福总统看法不同，并以布朗斯维尔事件分歧最大，罗斯福最后把涉嫌恐吓德克萨斯州小镇的黑人部队解散。福勒克认为总统行事不公并坚决反对，为非裔军人争取复职。双方争执在1907年的俱乐部晚宴上演变成愤怒对峙，罗斯福此后发挥影响确保福勒克1908年竞选连任失败。1917年福勒克去世后，美国陆军于1972年恢复涉事军人名誉。阿拉斯加山脈第二高峰、美国第三高峰福勒克山便是1899年以他命名。

## 早年经历和事业

### 童年与南北战争
1846年7月5日，约瑟夫·本森·福勒克在俄亥俄州高地县兰斯伯勒（Rainsboro）以北约1.6公里的农场出生。父亲叫亨利·福勒克（Henry Foraker），母亲叫玛格丽特·福勒克（Margaret），娘家姓里斯（Reece），两人共有11个孩子，其中九个活到成年。亨利据称来自英格兰德文郡，还有德国和苏格兰-爱尔兰血统，他与父亲约翰（John）姓氏略有不同，从“福雷克里”（Fouracre）或“福雷瑟尔”（Foreacer）改成福勒克。约瑟夫的姥爷大卫·里斯（David Reece）来自弗吉尼亚州格雷森县，有英格兰血统，以务农并经营磨坊为生。

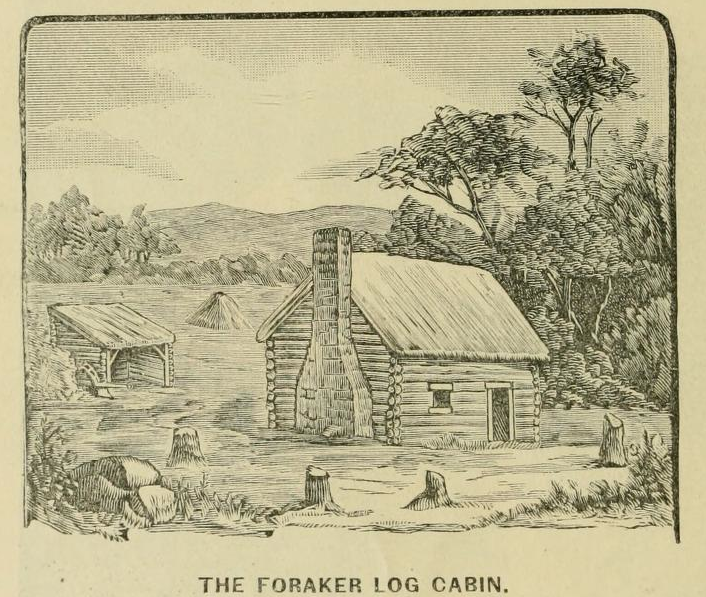
1883年竞选传记插图，声称福勒克生于小木屋

福勒克在舒适的两层式楼房出生，不过后来他的竞选宣传材料大多宣称只是小木屋。约瑟夫两岁时姥爷去世，福勒克一家买下磨坊和邻近的农场，此后约瑟夫的童年就像典型的农场男子。他接受的正式教育不多，每年冬季在当地学校上三到四个月学。但这不影响年纪轻轻的福勒克对军事史感兴趣并体现演讲天赋。他还喜欢政治，年仅十岁就拥护新成立的共和党。四年后，他在1860年总统大选中支持共和党候选人、前伊利诺伊州联邦众议员亚伯拉罕·林肯，与其他支持林肯的团体参加大清醒游行，尽可能参与集会等。演讲人对他的热忱颇感钦佩，甚至跟着他到邻近小镇，福勒克由此学会每天变更演讲内容，或至少不在位置太接近的地方发表相同演说。
1861年10月，福勒克离开父母，前往县城希尔斯伯勒与舅舅詹姆斯·里斯（James Reece）生活，里斯是高地县审计，福勒克在他办公室当文员。这本是他哥哥伯奇（Burch）的工作，但后者已加入联邦军，投身如火如荼的南北战争。据福勒克的回忆录记载，他的书法在这段时间大有长进，而且得以和众多县级官员交流，了解政府如何运作。福勒克看到哥哥的家书后深受触动，年纪轻轻就急于参军。16岁生日刚过，他得知家族友人正组建志愿兵连，决定前去报名。舅舅勉强同意后，福勒克于1862年7月14日加入俄亥俄州第89步兵团A连，经过训练于同年八月下旬当上中士。邦联部队进军肯塔基州威胁辛辛那提，第89团连忙到肯塔基州纽波特的俄亥俄河沿线布防；但敌军被迫南下，没有抵达俄亥俄州，第89团于是转移到纽波特附近的沙勒堡（Fort Shaler）。林肯发布《解放黑奴宣言》，福勒克后来在回忆录中表示，他在沙勒堡和战友听说消息后觉得这份宣言意味着大家已经不仅是为维护联邦而战，更是为终结奴隶制奋斗。
1862年9月下旬，第89团受命赶赴弗吉尼亚州西部（今西弗吉尼亚州）增援联邦军并联合行动一个月。该团原计划在冬季休整，但又被调往田纳西州，1863年2月为多纳尔森堡（Fort Donelson）解围。此前福勒克极少参与实战，血腥场面对他触动很大，他在家书中表示：“只有亲眼目睹才会知道战争有多可怕。”第89团在多纳尔森堡只停留几天又赶到迦太基附近加入威廉·罗斯克兰斯（William Rosecrans）统领的坎伯兰军团，福勒克在此晋升中尉。1863年6月，福勒克带队进军时与邦联军队后翼发生冲突，战斗发展成胡佛峡之战，联邦军在田纳西州各地缓慢推进，同年九月抵达查塔努加。他与两名军官受命返乡招兵买马，但征兵计划因政治上遭遇反对取消。福勒克11月返回查塔努加，第89团此时已纳入威廉·特库姆塞·舍曼准将的田纳西军团，投身米申纳里岭之战（Battle of Missionary Ridge）。

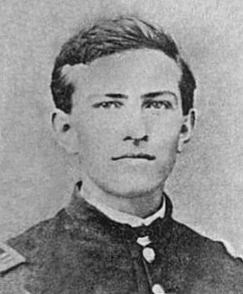
联邦军上尉福勒克

1864年5月，舍曼拉开亚特兰大战役（Atlanta Campaign）序幕。福勒克参与许多激烈战斗，如雷萨卡（Resaca）、新希望教堂（New Hope Church）和肯尼索山之战（Battle of Kennesaw Mountain）。大部分毁于火灾的亚特兰大在9月2日落入联邦军控制。福勒克受命前往亚特兰大守军设立的通信兵学校，在此停留一个月后又前去加入亨利·华纳·斯洛克姆（Henry Warner Slocum）少将统领的师，参与舍曼向大海进军行动，对南方造成重大破坏。1864年12月下旬，军队抵达萨凡纳，福勒克在风暴干扰下还是与联邦海军舰只取得联系，提醒他们舍曼的大军在此。一个月后，军队北上进入南卡罗来纳州，决定进一步破坏该州基础设施。福勒克负责维持部队两翼通信，军队沿萨凡纳河（Savannah River）北上期间他就留在炮艇上。1865年3月，舍曼主力部队与斯洛克姆的兵力在北卡罗来纳州与邦联军队打响本顿维尔之战（Battle of Bentonville），身为信使，福勒克在舍曼和斯洛克姆的部队间频繁奔走。1865年3月19日，福勒克在战斗当天晋升加衔上尉，而且很快就当上斯洛克姆少将的副官。四月，舍曼的部队缓慢北上，邦联军司令羅伯特·E·李率军在弗吉尼亚州阿波马托克斯（Appomattox）投降的消息传来，战争随即结束。五月上旬，舍曼的乔治亚军团北上前往华盛顿哥伦比亚特区，于5月23日接受上个月林肯遇刺后继任的新总统安德鲁·约翰逊检阅。福勒克不久便退伍返回俄亥俄州。

### 教育和早期事业
福勒克在为舅舅工作时就很想当律师，战争结束后他在萨勒姆学院（Salem Academy）就读一年，后于1866年到俄亥俄州特拉华的俄亥俄卫斯理大学学习，觉得那些没当过兵的同学很幼稚。他进修常见课程，其中大部分是古典学，还有少量科学课程，后来注册为当地律师书记员。福勒克结识附近俄亥俄卫斯理女子学院学生、联邦众议员希西家·邦迪（Hezekiah S. Bundy）的女儿朱莉娅（Julia Bundy）后开始追求，两人于1870年成婚。1868年，他得知纽约州伊萨卡新成立的康奈尔大学为有意转学前往的学生提供考试入学机会，于是便与俄亥俄卫斯理大学同学莫里斯·里昂·布赫瓦尔特（Morris Lyon Buchwalter）和约翰·安德鲁·雷亚（John Andrew Rea）进入新大学深造。三人创立菲卡帕塞兄弟会纽约州第一个分会，并于1869年毕业，属康奈尔大学首批共八名毕业生。进入晚年后，昔日校友推举福勒克担任康奈尔大学董事。
福勒克从康奈尔大学毕业后搬到辛辛那提，在当地律师事务所继续研读法律，1869年10月通过律师资格考试。福勒克在法律界的头份工作是公證人，他在回忆录中记叙坐在打字机前录入证词是多么浪费时间。他当律师的第一年收入600美元，但第四年已涨至2700美元，“此后就轻松多了”。

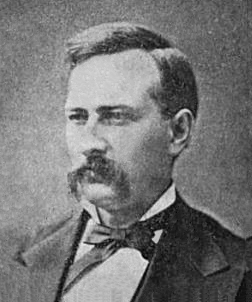
1879至1882年间，福勒克任辛辛那提高等法院法官

1870年结婚后，福勒克夫妇在辛辛那提榆树街的寄宿公寓居住，两年后搬到郊区诺伍德（Norwood），1879年又在高档社区奥本山（Mount Auburn）自建房屋。福勒克原打算专心当律师，但他在19世纪70年代初已是备受推崇的共和党演说家。1872年，福勒克为尤利西斯·辛普森·格兰特摇旗呐喊，总统顺利连任。1875年，他首次成为州共和党大会代表，在会上支持辛辛那提同胞阿方索·塔夫脱（Alphonso Taft）竞选州长，但获提名的是在任州长拉瑟福德·伯查德·海斯，海斯随后赢得普选，成为俄亥俄州史上首位三次当选的州长（任期两年）。次年福勒克出席1876年共和党全国大会但没有投票资格，聆听罗伯特·英格索尔（Robert G. Ingersoll）戏剧化地提名缅因州联邦参议员、“羽毛骑士”詹姆斯·G·布莱恩竞选总统。英格索尔为布莱恩起的绰号经久不衰，但还不足以从海斯手中争得提名。福勒克支持海斯，后者在11月赢得竞争激烈且充满争议的大选。
1876年，福勒克竞选普遍法院法官。民主党矣弗·霍华德（Eph Howard）以选举欺诈手段确保福勒克等共和党候选人落败。1878年，他代表辛辛那提所在的汉密尔顿县竞选州检察长，但选举又是民主党人大获全胜。1879年，福勒克首次赢得竞选，出任辛辛那提高等法院法官。法官任期五年，他就职三年后于1882年因病辞职，休息几个月后才恢复。

### 争取州长席位（1883至1885年）
1880年当选的共和党州长查尔斯·福斯特从1883年开始挑选接班人。福斯特主张加强酒水贸易监管，此举得罪许多德裔美国人，估计他们都会转投民主党怀抱，而且辛辛那提的德裔特别多。共和党人保住州长位置的希望渺茫，联邦参议员约翰·舍曼与联邦众议员本杰明·巴特沃思（Benjamin Butterworth）等党内要人谢绝参选。福斯特觉得福勒克比较有希望：内战老兵、在律师和公共演说方面表现出众，而且身为辛辛那提市民还有望赢得老乡青睐。其他人也有同样看法，地方联邦检察官致信舍曼，建议共和党提名“福勒克及其他无可非议的人选”。福斯特于是给福勒克写信，邀请他“为荣誉和人民福祉服务”。福勒克在1883年州共和党大会前夕抵达哥伦布，支持他的呼声盖过舍曼和联邦众议员威廉·麦金莱等俄亥俄州共和党领袖人物。得知他们都愿意支持后，福勒克同意参选。大会确定舍曼不参选后在掌声和欢呼声中提名福勒克。支持民主党的《辛辛那提问询报》（The Cincinnati Enquirer）宣称共和党战略就是“决心尽量止损，所以他们牺牲福勒克”。
民主党提名的乔治·霍德利（George Hoadly）也是辛辛那提人，和福勒克是朋友。酒类管控是此次竞选的主要议题，州议会颁布法案授权地方政府发放酒吧经营许可证，还授权举行两次公投增加其他监管措施。霍德利竞选期间虽然身患疟疾，但还是巧妙操纵缺乏政治经验的福勒克表态不支持公投，支持公投的共和党人非常愤怒，党派因此分裂。福勒克在全州各地拜票，足迹几乎踏遍每个县，每天都演说至少两场，但还是以超过1.2万票的劣势落败，包括汉密尔顿县在内的大部分县得票都不及对手。为福勒克立传的埃弗里特·沃尔特斯（Everett Walters）对此表示：“竞选虽然落败，但福勒克不无所得，在全州各地声名鹊起，不再是政坛无名之辈。”俄亥俄州约2%的人口是黑人，选举时基本都支持共和党，但福勒克未赢得他们的认可，是此次竞选州长失利的重要原因。
福勒克回归律师事业，一度发誓远离政治，但又因收到许多来信承诺支持他1885年再度竞选州长改变心意。1884年，州共和党大会推举福勒克、麦金莱和克利夫兰实业家马克·汉纳担任全国大会代表。舍曼的竞选经理请福勒克积极为舍曼竞选总统出力，在大会上提名舍曼，福勒克虽然照办，但沃尔特斯认为他的演说和后来相比软弱乏力，给人的印象不深。其他竞争者包括在任总统切斯特·艾伦·阿瑟（詹姆斯·艾布拉姆·加菲尔德遇刺后继任）和伊利诺伊州联邦参议员约翰·洛根（John A. Logan），但布莱恩的势力占绝对优势。舍曼在首轮获30票，其中大部分来自俄亥俄州代表，此后就逐渐下降，布莱恩在第四轮投票胜出。会上有人建议福勒克竞选副总统，但只有纽约州代表、康奈尔大学校长安德鲁·迪克森·怀特一人支持。福勒克提名舍曼的演说虽不完美，但足以让他扬名全国。他在会上与汉纳和哥伦布的查尔斯·库兹（Charles G. Kurtz）合作，两人此后几年都支持福勒克，但汉纳坚持的时间很短。福勒克和汉纳都在大选中支持布莱恩，还在十月候选人到访俄亥俄州时陪同，但最后赢得大选的是民主党候选人、纽约州州长格罗弗·克利夫兰。
很早就有人表态支持福勒克1885年再度竞选州长，但消息直到六月斯普林菲尔德的州共和党大会才全面公开。外界指控他当律师时歧视黑人，还称他是因俄亥俄卫斯理大学招收黑人学生退学，福勒克公开驳斥指控，但没有说明他正竞选公职。政敌以“向乔治亚州进军”抹黑福勒克，拿他的内战经历说事儿，但他抵达大会现场后还是在第一轮投票就轻松胜出，沃尔特斯表示：“1885年斯普林菲尔德的大会标志着政治家福勒克崛起”。秋季竞选的主要议题仍然是酒类管控，事实证明福勒克已不再像两年前那般懵懂，黑人选民这些年来也变得坚定支持共和党。1884年，辛辛那提铁杆民主党警员麦克·穆伦（Mike Mullen）在普选前夜把150名黑人关进大牢，目的居然是防止他们投票；接着州长霍德利又赦免穆伦，还接受市政府经营的辛辛那提南方铁路15万美元献金，自称不知道何德何能获得如此优待福勒克与黑人编辑哈里·克莱·史密斯（Harry Clay Smith）结盟，史密斯此后一直支持福勒克的政治事业。1885年10月13日，福勒克以1万7451票优势战胜霍德利，并拿下全州大部分县，但汉密尔顿县因选举欺诈落败。

## 俄亥俄州州长（1886至1890年）

### 担任州长期间的政策

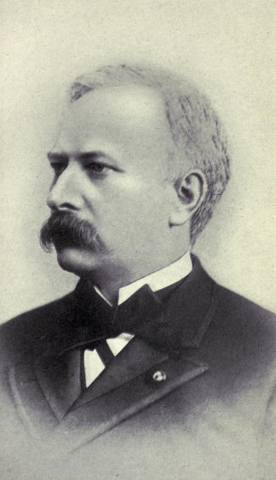
俄亥俄州州长福勒克（约1886至1890年）

福勒克于1886年1月12日宣誓就职，猛烈暴风雪令许多想来首府向他致敬或祝贺的人打消念头。他的就职演讲倡导选举改革，建立酒类牌照管理局，废除歧视黑人的法律，建立州卫生委员会。州议会两院都是共和党人占优，州长的众多提议得以颁布，其中包括要求克里夫兰和辛辛那提登记选民的《普尔曼法》（Poorman Law，后来推广到所有大城市），以及设立无党派委员会任命选举官员的《普格斯利法》（Pugsley Law）。《俄亥俄州报》（Ohio State Journal）对此评价：“并非所有针对俄亥俄州的选举法都有必要，但对新手来说确实是好的开始”。议会还通过法律向酒类商家征收年度税，其中大部分收入用于救济和警察基金。在福勒克支持下，俄亥俄州容许种族歧视的法律均予废除。
福勒克担任州长期间谴责南方引发内战（“血衣煽动”），此举颇得民心。克利夫兰总统1887年要求北方各州州长归还俘获的邦联战旗，福勒克的支持者询问州长准备如何应对，福勒克在电报中回复：“只要我是州长，叛徒的旗帜就别想回去。”克利夫兰没有坚持，人们盛赞福勒克是英雄，发来的贺电成千上万。福勒克谴责总统否决提高战争养恤金的法案，还在亡兵紀念日钓鱼。同年前往费城参与《美国宪法》百年纪念之际，他在俄亥俄州民兵团前方领队经过克利夫兰所立的阅兵台，福勒克敬礼时克利夫兰只是摘下帽子，没有像对待其他州长那样略微躬身。福勒克当天又在另一场游行中率领共和国大军退伍老兵经过总统检阅台，众人扛着俘获的战旗。

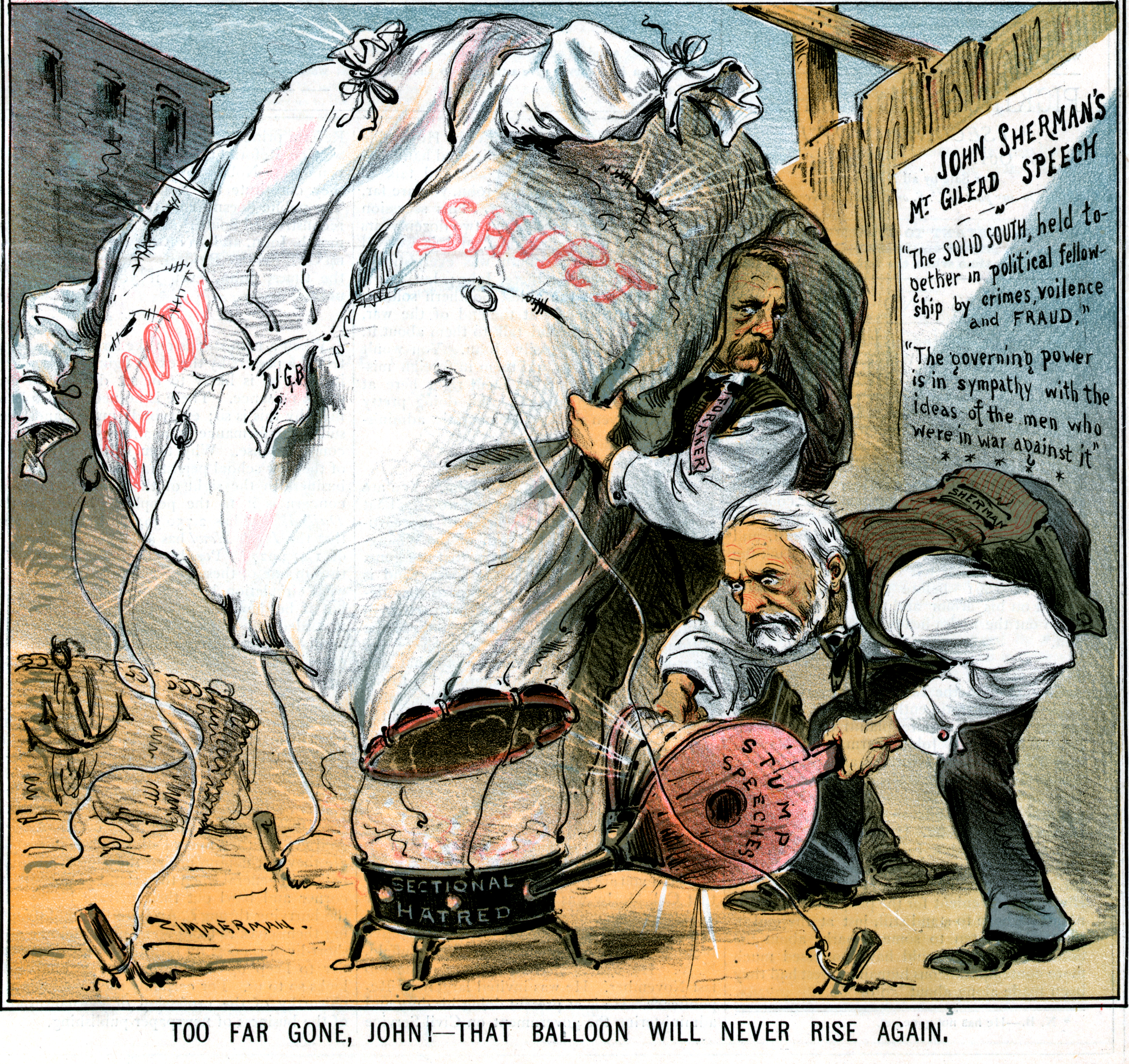
1885年政治漫画，指控约翰·舍曼（右）和福勒克靠“血衣煽动”获取政治好处

1888年中期以前，福勒克一直得到汉纳的热心支持，后者除积极推动约翰·舍曼竞选总统外，还慷慨赞助1885和1887年共和党候选人竞选州长。汉纳希望获得俄亥俄州北部的政治官职分配权，依然过往传统，他这样极具影响的政治金主确实很可能如愿，但正如为汉纳立传的威廉·霍纳（William T. Horner）所言，弗莱克基本上没有采纳汉纳的建议。据福勒克日后回忆，州石油检查员的职位归属是他和汉纳密切关系终结的重要原因，该职位能从石油公司拿到大笔收入，还有权任命许多副手。福勒克上升后不久，汉纳于1885年主张任命威廉·贝恩（William M. Bayne），但联邦众议员麦金莱要求任命埃德温·哈特索恩（Edwin Hartshorn）。汉纳随后同意收回对贝恩的支持，此举不是想迁就麦金莱，而是要避免新州长难做。汉纳在写给福勒克的信中表示：“我接到麦金莱少校打来的电话，他另有石油检查员人选……我跟他说好处不能全让你一个人占了吧”。然而，福勒克最后任命路易斯·史密斯奈特（Louis Smithnight）连任。史密斯奈特任命的副手包括哈里·史密斯，正是1885年竞选期间支持福勒克的黑人编辑。1887年福勒克连任后麦金莱再度要求他任命哈特索恩，但州长选择的是辛辛那提共和党大亨乔治·考克斯（George B. Cox），史密斯奈特留任副手。福勒克后来表示，此事导致汉纳与他分道扬镳，改同麦金莱结盟。1904年汉纳去世后福勒克表示：“我常想，会不会正是我当年任命考克斯才令麦金莱当上总统”。

### 1888年党大会；竞选连任失利

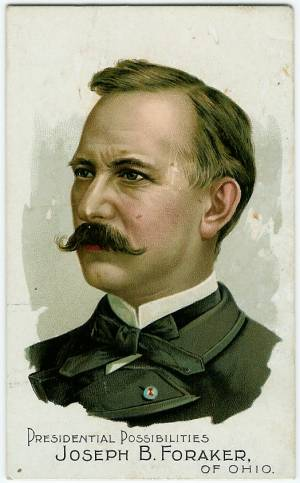
杜克烟草公司1888年“总统潜在人选”系列卡片中的福勒克

沃尔特斯指出，福勒克与舍曼的支持者早在1887年就出现裂痕。福勒克在俄亥俄政坛异军突起，对舍曼构成威胁，特别是在福勒克卸任州长后可能竞选其他公职的情况下。1887年，汉纳与舍曼等人前往麦金莱位于坎顿的家中会晤，决定在托莱多举办的1887年俄亥俄州共和党大会上推动众人表态支持舍曼竞选总统，如果福勒克拒绝站队就威胁他屈服。俄亥俄州虽已形成反对舍曼的势力，但大会还是一致通过支持舍曼的决议，福勒克也获提名，同年连任州长。
舍曼争夺1888年共和党总统候选人提名胜算很大，拥有俄亥俄州、宾夕法尼亚州大部分代表和南方的支持。但因布莱恩立场未定，六月在芝加哥举办的1888年共和党全国大会陷入僵局。布莱恩曾表示不会参选，但支持者希望他改变主意。舍曼无法完全信任福勒克，将竞选交给汉纳主持，而且不希望福勒克向大会推荐他的名字，请宾夕法尼亚州代表丹尼尔·黑斯廷斯（Daniel H. Hastings）提名。黑斯廷斯在会上提名舍曼后福勒克附议，但除俄亥俄州代表外，其他事先假定支持他的州却没几张支持票。舍曼在南方的支持效果有限，因为南方州基本上没有多少选民会支持共和党候选人，这些州前来参加大会的代表大多是黑人，他们的差旅费甚至都是舍曼报销。
6月23日（周六）第四次投票后，舍曼的得票数依然不见起色，而且前印第安纳州联邦参议员本杰明·哈里森异军突起，对舍曼构成威胁。大会接下来休会到25日（周一）。此时布莱恩参选的谣言传遍会场，留下近两天时间持续发酵。福勒克周六夜间发表声明支持布莱恩，沃尔特斯认为他的立场转变包含多种原因：首先，福勒克觉得舍曼毫无胜算；其次，福勒克附议黑斯廷斯的提名，但舍曼毫无谢意，令他颇为恼火；第三，会上一直都有少量代表支持麦金莱，福勒克觉得他是舍曼势力的后备人选，对此深感厌烦。此外，还有说法认为福勒克有望在总统或副总统提名中取得一席之地，但他表示不会在没有舍曼首肯的情况下接受提名。福勒克转变立场表明连自家州长都有所保留，这对舍曼非常不利。布莱恩发来电报重申不参选，福勒克又表示支持舍曼，但木已成舟，哈里森最后在第八轮投票获提名。
霍纳指出，福勒克临时背弃舍曼之举令他与汉纳的关系彻底破裂，再也无法恢复。但福勒克认为两人决裂还有其他原因，他在汉纳去世后表示，汉纳让超出标准数量的南方黑人代表参加大会，此举在他看来无异政治腐败。报纸出版商莫罗（J.B. Morrow）认为，福勒克上述说法是赫伯特·克罗利（Herbert Croly）1912年为汉纳所立传记的重要参考，但他不认可福勒克的说法，觉得可以理解当时福勒克无法全心全意支持舍曼，但实在难以相信州长居然会对汉纳与南方代表讨价还价如此愤怒。霍纳认为，福勒克和汉纳分道扬镳对两人后来的作为、从政生涯，乃至俄亥俄州共和党都有深远影响，党派因此分裂。
哈里森在1888年11月大选中战胜在任总统克利夫兰。1889年，汉纳、舍曼和麦金莱为首的俄亥俄州共和党派系已经公开反对福勒克。福勒克对此觉得松了一口气，在写给朋友的信中表示：“从托莱多到芝加哥，我脖子上一直套着枷锁，现在终于自由了”。虽有党内派系反对，但他还是打算在1889年再度竞选连任，希望共和党人能继续把持州议会多数席位，在1890年1月的选举中把他送入联邦参议院与舍曼共事。1889年，由于反对派无法达成一致，福勒克在哥伦布召开的党大会上获州长候选人提名。
福勒克担任州长期间曾颁布周日酒吧停止营业的法律，辛辛那提市长约翰·莫斯比（John B. Mosby）准备不顾地方反对执法，州长给他发电报表示州政府支持，此举得罪许多反对禁酒的共和党人。福勒克因误信他人伪造的文件错误指控民主党州长候选人詹姆斯·坎贝尔（James E. Campbell）行为失当也对他竞选连任不利。伪造文件显示坎贝尔拥有某企业股份，同时支持采用该企业制作的票箱，文档上还有舍曼、麦金莱等州长政敌的签名，事后发现这些签名都是用信件伪造，坎贝尔也与该企业毫无关系。国会委员会1891年调查后证实签名都是伪造，批评福勒克不该在没有验证真伪的情况下相信这些文件。此时福勒克已经下台，全州约75万人投票，他比坎贝尔少10873票。为麦金莱立传的韦恩·摩根（H. Wayne Morgan）指出：“福勒克的贸然行动显然很不明智，这主要是因为他面对坎贝尔获胜无望只想放手一搏，而且对舍曼一党充满怨怼”。这次落败也对福勒克的政治前程不利，同样为麦金莱立传的凯文·菲利普斯（Kevin Phillips）称：“福勒克争取第三个州长任期失败后，麦金莱成为俄亥俄州优先考虑的下一位总统候选人”。

## 在野时期（1890至1896年）

### 回归律师，首度竞选参议员
竞选连任落败后，福勒克返回辛辛那提当律师，起初仍与过去的合伙人合作，但1893年便自立门户，儿子小约瑟夫也在这年从康奈尔大学毕业并开始协助父亲。小约瑟夫是首位从康奈尔大学毕业的校友后代。福勒克受理的案件多种多样，但主要还是担任“政治律师”，游说立法机构授予他的客户特许经营权，或确保对他客户（如爱迪生电气公司、辛辛那提贝尔电话公司、辛辛那提街道铁路公司）不利的法案不会通过。
1890年3月，汉纳在纽约演讲时称：“福勒克对咱们政坛来说已经死了，俄亥俄州一如既往的坚定支持共和党”，令前州长出离愤怒。他决心当上联邦参议员，但1890年民主党主导的州议会把卡尔文·布莱斯（Calvin S. Brice）送到国会山，舍曼的席位将在1892年1月重新选举。1890年11月，麦金莱竞选连任联邦众议员失利，但这只是民主党人利用傑利蠑螈手段达成，他在俄亥俄州政坛的地位不减。麦金莱第二年出马竞选州长，福勒克同意在大会上提名前众议员。部分人士认为这代表舍曼和福勒克阵营和解，但库兹、斯普林菲尔德百万富翁兼制造商阿萨·布什内尔（Asa S. Bushnell）等支持者已经开始为福勒克竞选参议员造势。
麦金莱1891年11月当选州长，共和党在州议会取得三分之二多数。竞选期间，福勒克和舍曼的支持者都在争取议员承诺支持各自候选人，两人都对议会选举结果表示很有信心。舍曼的弱点在于年势已长（68岁），声望不高而且为人冷漠。据霍纳记载：“简而言之，舍曼无论如何都没法儿像福勒克那样平易近人。”舍曼的助手雅各布·唐纳森（Jacob C. Donaldson）事后也称：“局面很糟，几乎令人绝望”。汉纳曾为议会选举的共和党候选人提供大笔竞选献金，得知部分据信支持舍曼的议员宣布会把票投给福勒克后愤怒不已并马上采取行动。据克罗利记载：“局面看来令人绝望，但最后却起死回生，舍曼先生本人也向朋友表示，这都拜汉纳先生所赐，他以过人的精力、热忱和能力迫使他人服从他的意愿。克利夫兰三名议员本已躲藏起来，但都被他掘地三尺挖出来站队。”唐纳森也称：“好几人因为背信弃义前程尽毁”。福勒克在共和党核心会议上以微弱劣势不敌舍曼，第一次是无记名投票（应该对他有利），第二次的公开投票舍曼占扰，最后州议会推举舍曼连任。霍纳对此表示：“很难肯定对于汉纳来说到底哪件事更重要——确保老友舍曼连任，还是确保福勒克选不上”。
获胜的舍曼依然愤愤不平，对朋友表示他不“砍倒福勒克所有的支持者”绝不罢休。但在俄亥俄州共和党大会上，福勒克及其支持者还是取得前往明尼阿波利斯参与1892年共和党全国大会的半数代表席位，可以自行决定是否投票。哈里森总统有意竞选连任，其他候选人包括布莱恩和麦金莱，但布莱恩再度宣布无意参加。全国大会召开前，汉纳四年来首度致信福勒克，希望搁置分歧，共同支持麦金莱。福勒克同意，而且他不喜欢哈里森，觉得总统不可能连任。最终哈里森赢得提名，布莱恩得票第二，麦金莱第三。哈里森在11月的普选中不敌克利夫兰，麦金莱最有希望在1896年获得共和党总统候选人提名。

### 当选参议员，参与总统竞选

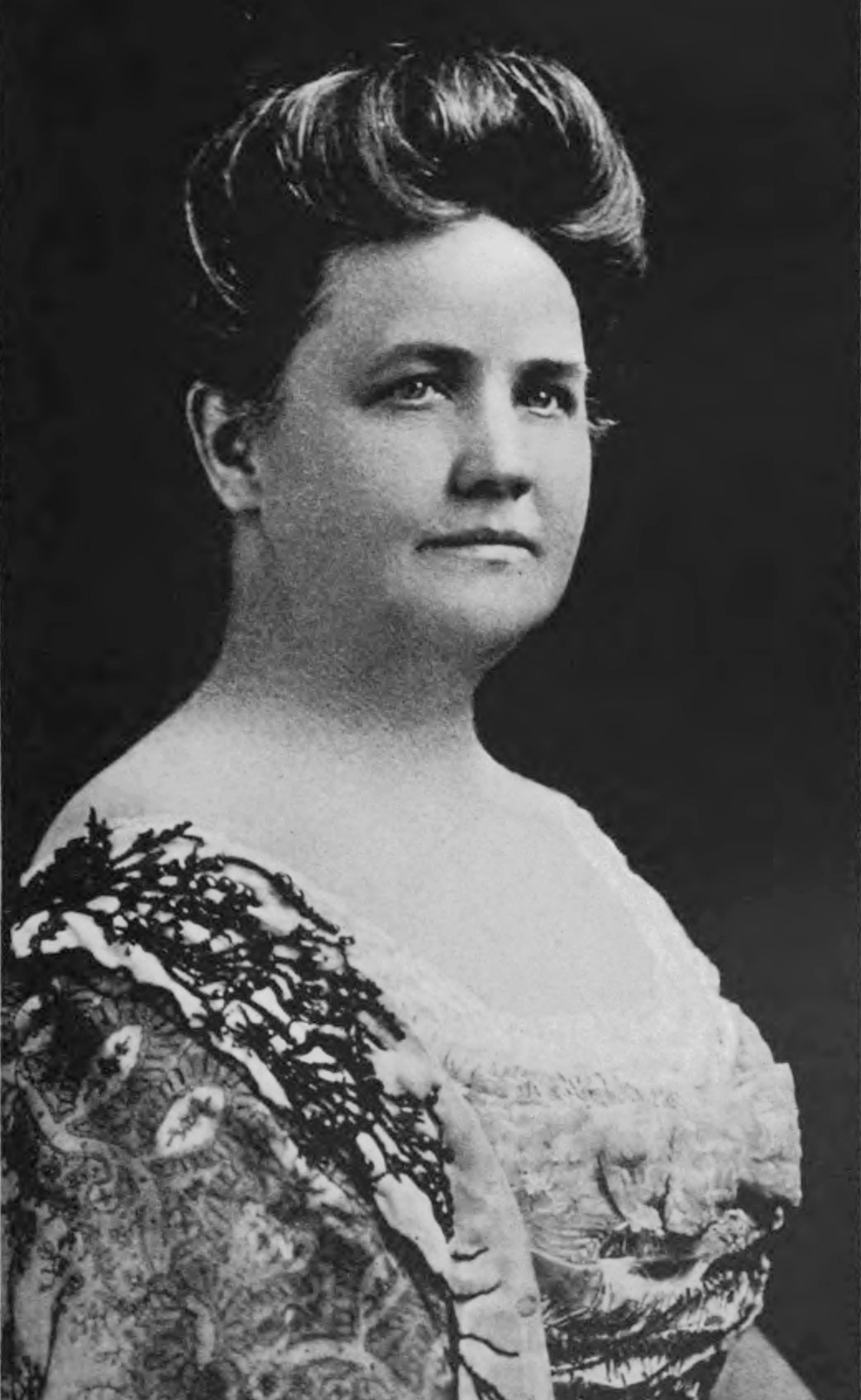
朱莉娅·安·潘恩·邦迪（图）与福勒克于1870年成婚

1893至1894年，福勒克专心当律师，基本不参与政治。但他还是想当参议员，为1895年在曾斯维尔召开的州共和党大会细心筹备战略。他的势力全面控制州政府，提名布什内尔竞选州长接替麦金莱，其他州级公职也多是福勒克的盟友。大会表态支持福勒克进入参议院，这是俄亥俄州共和党大会史上首次明确表态支持某人竞选联邦参议员。据沃尔特斯所述：“曾斯维尔大会代表福勒克势力在俄亥俄州政坛的颠峰，党纲、下任州长和其他所有官员都是他所选，他本人入选联邦参议院已是板上钉钉”。福勒克竞选期间发挥主导作用积极演讲，布什内尔经11月的普选拿下州长宝座，共和党也占据州议会多数席位。1896年1月15日，俄亥俄州议会推举约瑟夫·福勒克出任该州联邦参议员。
俄亥俄州共和党的派系争斗在参议员选举前就消停很多，但麦金莱和福勒克直到选举当天才真正达成一致，1896年竞选期间和平共处。福勒克同意支持麦金莱竞选总统，并前往纽约拜访纽约州共和党政坛大鳄、联邦参议员托马斯·普拉特（Thomas C. Platt），争取他对麦金莱的支持。同年三月，福勒克在州共和党大会演讲支持麦金莱，这次演讲获得大量宣传。但他不想作为代表参与党派全国大会。担心要是会场出什么岔子结果麦金莱提名受阻，别人就会觉得是他搞鬼。麦金莱非常希望由福勒克来提名他竞选总统，以此显示俄亥俄州共和党团结一致支持他，经他极力说服，福勒克最后同意作为代表与会并亲自提名麦金莱。已经当上参议员的福勒克在大会上发表提名演说，远在坎顿的麦金莱通过电话线聆听部分演讲内容。
同年七月，前内布拉斯加州联邦众议员威廉·詹宁斯·布莱恩在民主党全国大会上发表黄金十字演讲，民主党人阵脚大乱后推举他应战麦金莱。布莱恩在纽约以极其冗长的演讲接受提名，福勒克评价：“布莱克先生用演讲成就自我，如今又用演讲自毁长城”。福勒克一度到欧洲旅游四周（他唯一一次出国旅行），但回国后共为共和党人演讲近两百场。麦金莱最后以大幅选举人票优势轻取布莱恩入主白宫。

## 联邦参议员（1897至1909年）
1897年3月4日，麦金莱与福勒克分别宣誓就职总统和联邦参议员。舍曼陪同新同事走进参议院，福勒克的到来令议会共和党多数更形巩固。此时许多参议员任职期间继续从事其他工作，福勒克也继续当律师，但财富增长幅度还不足以让他脱颖而出，这个时代参议院的“富翁俱乐部”单百万富翁就有约25人。

### 与汉纳的争斗

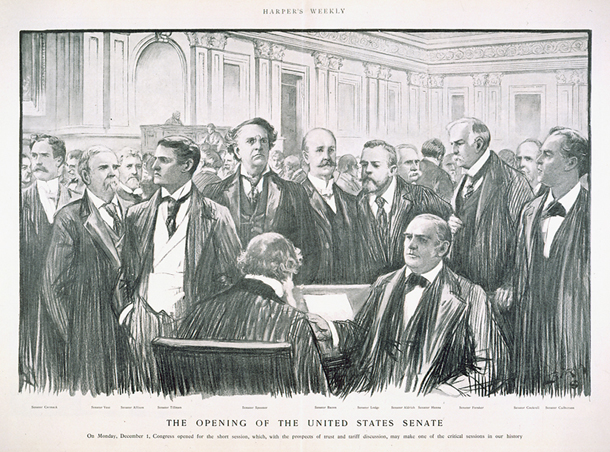
1902年12月参议院开会（图）。书记员右侧的矮个男子就是福勒克对头马克·汉纳，福勒克站在汉纳身后略偏右侧

汉纳1896年大选期间担任共和黨全國委員會主席负责麦金莱的竞选，从富商手中筹来数百万美元竞选捐款。福勒克在大选过后与汉纳碰面，非常意外地得知新总统和汉纳打算任命舍曼担任国务卿，汉纳会亲自接手舍曼的参议员席位。福勒克认为两项安排都不合适，汉纳缺乏出任国会议员的必要能力，舍曼的身心状况都在恶化，不适合当国务卿。为此他和麦金莱会晤，但毫无成效。
身为州长，布什内尔有权在联邦参议员位置出缺时任命继任人选，但他是福勒克的盟友，两人都不想任命汉纳，他们的派系还有其他人选，州长本人都打算1898年竞争舍曼的议席。1897年1月麦金莱将任命舍曼执掌国务院的消息传开后，布什内尔和福勒克一直在想办法，州长一度打算任命联邦众议员西奥多·伯顿（Theodore E. Burton），但他拒绝接受。2月21日，布什内尔终于宣布任命汉纳，在舍曼辞职后生效。此事引发的争议一定程度上为福勒克3月4日宣誓就职蒙上阴影，汉纳的支持者声称州长蓄意延迟任命生效日期，确保福勒克先上任，在资历上压倒汉纳。福勒克的回忆录否认上述指控，称舍曼直到3月4日下午才辞职，此时新总统和国会议员都已上任，包括国务卿在内的内阁职位都已获参议院确认。3月5日早上，布什内尔正式任命汉纳担任参议员。
福勒克深知，麦金莱入主白宫，舍曼是资深议员，他能期待的就只是对部分支持者投桃报李，委托官职而已。麦金莱的密友汉纳进入参议院后，福勒克虽能向总统推荐人选，但汉纳却对他的建议有否决权。
1898年汉纳竞选连任期间，没有证据表明福勒克曾力图确保汉纳落选，但包括布什内尔和库兹在内的盟友都是其中反对派。福勒克在1900年共和党全国大会上再度提名麦金莱，他对总统的赞美颇得与会代表好评。麦金莱的上任副总统加勒特·霍巴特于1899年去逝，大会推举名望甚高的美西战争英雄、纽约州州长西奥多·罗斯福作为总统的竞选搭档。福勒克与罗斯福在1884年大会上相识，两人关系一直融洽，但汉纳极力反对罗斯福。1900年大选期间，福勒克到处为共和党候选人演讲，最终麦金莱顺利连任。
1901年9月麦金莱遇刺，福勒克参加葬礼并在辛辛那提音乐厅的大型纪念活动致辞。罗斯福上任后邀请黑人男子布克·華盛頓到访白宫，福勒克站出来面对指责为新总统辩护。此举确保他1902年1月竞选连任获得黑人社区支持并当选，汉纳派系也没有反对。
汉纳和福勒克都有望成为1904年共和党总统候选人，但随着罗斯福横空出世，两人至少要多等四年。汉纳特别不愿公开宣布无意参与大选，觉得这样有助于确保1904年连任参议员。1903年，福勒克促使俄亥俄州共和党大会通过决议，公开支持罗斯福连任，令汉纳落入两难境地，还能提升福勒克1908年争取提名的胜算。汉纳支持决议就等于明确宣布不会参选，反对就要面对总统的怒火。汉纳向罗斯福发电报表示会反对决议，罗斯福回复，希望政府的支持者能支持决议，汉纳最后让步。
汉纳于1904年2月死于伤寒，参议员席位和派系主导权由四任联邦众议员查尔斯·迪克（Charles Dick）继承。迪克曾参与美西战争，名声颇为响亮，他与福勒克一行达成和解，此后便是俄亥俄州共和党保守派系头目，该派系主张维持社会现状，无须马上改革。

### 战争和领土扩张
福勒克上任后积极支持古巴从西班牙独立。1897年3月，麦金莱总统要求国会召开特别会议审议新关税法（Dingley Act）。已进入美国参议院外交委员会的福勒克和其他鹰派参议员把握机遇，发布支持古巴叛党的决议。麦金莱对西班牙的政策令福勒克颇感不耐，谴责总统1897年12月的国情咨文，还称1898年4月总统的“战争宣言”软弱无力、缺乏战意。福勒克向记者表示：“你可以说我对（总统1898年4月的）信息感到不耐，里面除了各种谴责外什么都没有”。
福勒克提出决议，呼吁西班牙撤离古巴，承认叛党是独立古巴的合法政府。国会1898年4月通过决议，但应白宫要求删除承认合法政府的内容，还授权总统动用武力达成上述目标。麦金莱签署两院联合决议后，西班牙断绝外交关系并很快宣战。福勒克密切关注战局（长子也投身其中），而且很早就提倡美国保留菲律宾和波多黎各等夺得的西班牙殖民地。
麦金莱曾想吞并夏威夷，但参议院没有批准条约。国会领袖决定再试一次，但这就需要两院都以三分之二多数通过联合决议。五月上旬美方赢得马尼拉湾之战（Battle of Manila Bay），美国对夏威夷事态兴趣大增。福勒克是外交委员会对联合决议的主要支持者，也是唯一在辩论中发言的委员。反对派大多是民主党人，他们反对1893年美方插手引发革命，进而控制夏威夷群岛，福勒克发言为革命辩护。七月上旬，国会两院通过决议，麦金莱总统于7月8日签字。
波多黎各成为美国领土后很快陷入财政困难，主要出口产品咖啡因高关税限制无法进入西班牙和美国市场。福勒克领头提出并推动国会通过法案，在岛上建立民事政府。福勒克曾提议取消波多黎各产品关税，但为确保法案通过，他同意为期两年的过渡方案，两年间关税降至一成五，以便波多黎各建立税收制度，税款用于岛上开发，两年后完全不收关税。1900年4月12日，麦金莱签署《福勒克法》（Foraker Act）。该法在波多黎各建立民事政府，其中总督和上议院大部分议员由美国任命，但没有给予岛上居民美国公民身份。福勒克希望波多黎各人成为美国公民，但总统和大部分国会议员不同意。1901年，美国最高法院在“道恩斯诉比德维尔案”（Downes v. Bidwell）裁定维持《福勒克法》主张，“宪法不跟随国旗”，插上美国国旗并不说明波多黎各适用《美国宪法》，但国会可以立法改变这种情况。

### 反对罗斯福
罗斯福在麦金莱遇刺后上台，承诺贯彻前总统的政策，在此期间他和福勒克关系基本友好。1904年11月赢得选举后，罗斯福自认可以稍微放开手脚主张进步政策。福勒克刚得知罗斯福当选后的计划时没有引起警觉，但正如沃尔特斯所言，这些政策“引发的对抗导致1908年福勒克在政坛垮台”。
两人的关系在铁路管制问题上破裂。1905年，总统推动立法授权州际贸易委员会（Interstate Commerce Commission）制订铁路费率，福勒克认为法案违宪，于是另提法案建议由铁路公司自定费率，如果州际贸易委员会认为费率太高，可以要求司法部长起诉。行政部门的法案递交参议院审议期间，福勒克多次发言反对，是最后表决《赫本法》（Hepburn Act）时唯一投反对票的共和党议员（另外两人是民主党人）。俄亥俄州议会通过决议敦促福勒克和迪克支持法案，所以在故乡他都不受待见，报纸发文声称这张反对票基本确保他无望问鼎白宫。一年后，福勒克又在亞利桑那領地和新墨西哥領地建州并加入联邦的问题与行政部门闹翻，福勒克认为除非经全民公投批准，否则不应将两大领地合并建为一州。福勒克的立场在国会占据上风，罗斯福虽然反对但还是在法案上签字。两人在官职分配上同样存在分歧，总统希望国际协议无需参议院批准，福勒克对此难以让步。罗斯福在写给朋友的信中表示，福勒克看起来好像不论好坏、不管什么事都吃了秤砣铁了心地要跟他作对。

#### 布朗斯维尔案
1906年8月14日夜间，德克萨斯州边境城镇布朗斯维尔响起枪声，当地一居民死亡，一名警察受伤。市长认为此事是驻扎镇外且黑人众多的第25步兵营所为，并拿出步枪弹壳等军用物品为证，但第25营军人否认。然而，部队里的白人军官向战争部汇报时认定案件是第25营军人所为，其他人知道是谁干的，但拒绝出卖战友。国会中期选举后不久，罗斯福总统于1906年11月5日在几乎完全没有证据的情况下命令开除167名军人军籍且剥夺联邦就业资格，这其中还包括昔日与罗斯福在古巴并肩作战、军功累累的明戈·桑德斯（Mingo Sanders）军士长。面对白人和黑人军人上诉，总统坚持决定。
福勒克起初以为罪证确凿，但在看到进步组织私下调查取得的证据后改变心意，黑人律师还想把证据呈交罗斯福，但总统拒不理会。为罗斯福立传的埃德蒙·莫里斯（Edmund Morris）称：“福勒克对种族司法公正充满热情”。他还进一步指出，福勒克少年时就参军为废除奴隶制而战，期望看到黑人拥有与白人同等的公民和政治权利：“无论1906年的参议员还是1862年的二等兵，福勒克对宪法的感受没什么两样”。除追求公道以外，福勒克可能还将此事视为政治机遇，在布朗斯维尔案上反对罗斯福，能令总统及钦点接班人、战争部长威廉·霍华德·塔夫脱脸上难看，进而提升他1908年竞选总统的胜算。

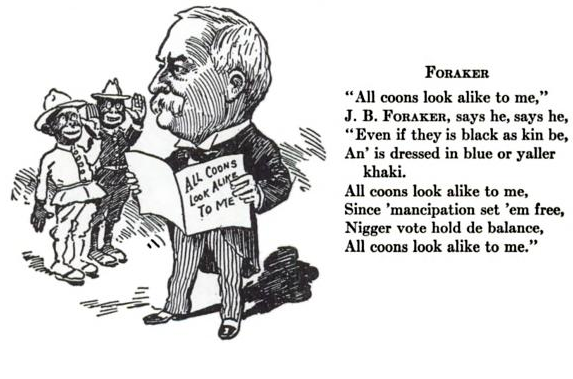
讽刺福勒克的漫画和诗歌

福勒克力争参议院调查布朗斯维尔案，促使参议院通过决议要求塔夫脱呈交证据。1907年1月下旬，经过进一步调查，罗斯福已撤销剥夺联邦就业资格的命令，还称只要有证据还军人清白，他愿意收回成命。福勒克一度声称总统无权开除军籍，但为确保国会决议通过建立委员会调查，他只能收回断言。
1月27日，冲突在烤架晚宴（Gridiron Dinner）爆发，当晚娱乐节日包括以主要出席者为素材的漫画和诗歌。漫画显示福勒克阅读诗作《我看浣熊长得都一样》（All coons look alike to me），影射他在布朗斯维尔案上的立场旨在吸引黑人选民。沃尔特斯指出，这幅漫画直截了当地表达部分人士对福勒克的看法，同样参加晚宴的罗斯福面色不善。总统起身讲话时，众人都以为他只会说笑片刻，但事实并非如此。罗斯福谴责福勒克，坚称自己在布朗斯维尔案上的决定没有问题。烤架晚宴传统一般不允许任何人针对总统讲话发言，但当晚的福勒克例外。据《华盛顿邮报》报导，福勒克直言不讳地向总统讲话，估计罗斯福“这辈子都不会再有人对他这般坦率”。福勒克表示，桑德斯军士长“就像总统本人一样没有犯下任何罪行”，但他仍被开除军籍，更严重的是，罗斯福非常清楚这些军人都是冤枉的。福勒克声称此举不是为了选票：“我只想让这些军人有机会自我辩护，让他们能够与控方对质，能够盘问证人，能够确定案件的真实情况”。罗斯福愤怒地反驳，但正如为他作传的莫里斯所言：“无论是在烤架晚宴还是其他地方，都还从来没有人在观众面前如此驳斥总统”。

### 连任落选

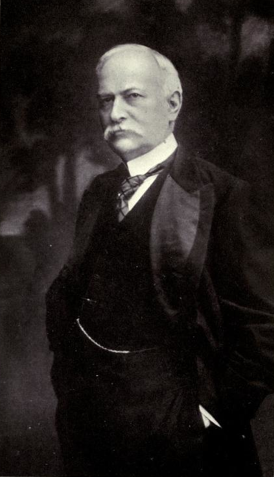
1908年的福勒克

烤架晚宴过后，福勒克无论在政治还是社交领域都日趋边缘化。白宫对他没有好脸色，不让他参与官职分配。1907年2至6月，福勒克所在的军事委员会针对布朗斯维尔案召集听证。作家约翰·韦弗（John Weaver）1997年以此案为核心的著作指出：“福勒克对事实和法律把握精准”，例如证人试图向委员会证实军人罪行时，福勒克对他们的交叉盘问。1908年3月，委员会发布报告以九比四支持总统决定。正式发布的少数派报告认定证据不足以定论，福勒克和康涅狄格州议员摩根·伯克利（Morgan Bulkeley）另行签署报告指出：“证词分量表明美国第25步兵营的军人没有参与枪击事件”。
福勒克清楚自己胜算渺茫，但他还是在共和党大会上与辛辛那提老乡塔夫脱争夺提名，希望达成交易，以他支持塔夫脱换取1909年1月参议员选举的支持。罗斯福决心把福勒克赶出政坛，塔夫脱拒绝交易。每次代表选举结果都对塔夫脱有利，俄亥俄州所有代表只有两票不在他手里。塔夫脱在1908年共和党全国大会上以702票获提名，福勒克只有16票，其中11票来自黑人代表。
福勒克接下来专心为连任参议员竞选，但他反对《赫本法》和罗斯福之举已经在俄亥俄州共和党内引起反对声浪，认为他和迪克是党内残留的旧有思潮维护者，与进步时代格格不入。许多反对者提议让众议员伯顿担任参议员，福勒克表示此时首先应该确保共和党占据议会多数席位，以后再考虑谁当参议员。塔夫脱和福勒克都想知道对方的立场，两人9月2日在托莱多的共和国大军扎营活动碰面，现场气氛友好，当天两人一起走上演讲台。塔夫脱致辞感谢福勒克担任州长时任命他当法官，拉开他的公务员生涯序幕。福勒克表示塔夫脱是竞选期间共和党的领袖，一周后还前往塔夫脱位于辛辛那提的竞选总部拜访。塔夫脱阵营邀请福勒克主持9月22日在辛辛那提音乐厅举办的集会并引荐总统候选人。塔夫脱还在写给报纸出版商的信中指出，福勒克能有效吸引“有色人种和共和国大军的选票”。
福勒克与罗斯福阵营貌似达成和解，但局面很快急转直下。出版商威廉·赫斯特在哥伦布演讲，宣读标准石油副总裁约翰·达斯汀·阿奇博尔德（John Dustin Archbold）写给福勒克的信。福勒克曾在第一个参议员任期为标准石油提供法律服务，信中提及部分阿奇博尔德反对的立法，还提及向福勒克支付的大笔费用，赫斯特声称这些费用形同贿赂，要求福勒克确保对企业不利的法案无法通过。福勒克否决权钱交易指控，声称出版商是在断章取义，信中所涉内容早已广为人知。他还指出，1898年标准石油请他继续任职时，公司尚未受联邦审查，1906年阿奇博尔德想继续挽留，但福勒克没有接受。标准石油此时非常不得民心，塔夫脱陷入两难境地。福勒克致信塔夫脱并由迪克亲自转交，表示他可以不参加辛辛那提音乐厅的集会。塔夫脱在回复中称，希望福勒克与活动组织者见面，听从他们的建议，福勒克认为这就等于塔夫脱相信赫斯特的指控，不希望他与会。福勒克最后取消剩下的所有竞选演说。塔夫脱赢得大选，俄亥俄州的新州长是民主党人，但共和党占据议会多数席位，准备在1909年1月选举参议员。
1908年12月，福勒克尽力争取保住参议员席位，他的对手包括伯顿和总统当选人的哥哥、前联邦众议员查尔斯·菲尔普斯·塔夫脱（Charles Phelps Taft），竞争接近尾声时，前副州长沃伦·盖玛利尔·哈定也表达参选意向。查尔斯·塔夫脱要求让共和党议员核心小组决定党派候选人，福勒克和伯顿都反对。12月29日罗斯福总统介入，他“一点儿都没跟俄亥俄州的共和党议员客气，令他们清楚地知道，让福勒克先生连任就等于背叛党派”。罗斯福指控福勒克为连任不惜与民主党人交易，让民主党人1911年争得迪克的参议员席位。查尔斯·塔夫脱退选后，面对总统干预的福勒克知道胜利无望，于12月31日放弃。共和党核心小组两天后选中伯顿，州议会1月12日投票正式选定。
福勒克在余下的任期内继续参与布朗斯维尔案，促使国会通过决议设立调查委员会，有权为军人复职。法案内容没有达到福勒克的期望，行政部门也没有反对。他本希望法案明确，除非有具体证据支持指控，否则当事人应该复职。法案在两院通过，罗斯福于1909年3月2日签字。1909年3月6日，首都大都会非裔卫理公会教堂（Metropolitan African Methodist Episcopal Church）举办群众大会，刚刚卸任的福勒克是荣誉嘉宾。白人与黑人齐聚一堂向前参议员致敬，但发表致辞的绝大多数是黑人，仅福勒克例外。他拿着组织者赠送的银色爱心杯向众人讲话：
我曾说过，不相信那个营中任何人涉及布朗斯维尔枪击案，但不管到底有没有，身为光荣、强健和伟大的民族，我们都有义务让每个人都得到听证，都获得公平、公正的对待，确保正义得以伸张，大家能听到他的辩护。

## 晚年

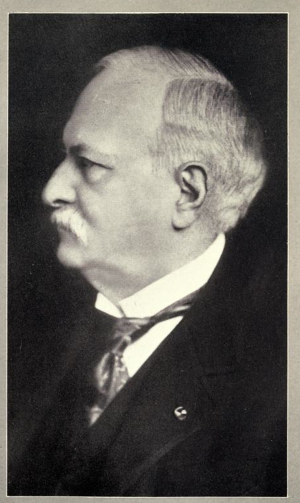
晚年福勒克（约1909至1916年）

如同二十年前竞选州长落败一样，福勒克卸任参议员后回到辛辛那提当全职律师，许多企业愿意用优厚报酬聘请他当顾问。福勒克代表美国多重图公司（American Multigraph Company）走上联邦最高法院，希望推翻塔夫脱支持、向企业征收消费税的法律。该案与多起案件合并成“弗林特诉斯通·特雷西公司案”（Flint v. Stone Tracy Co.，最高法院在1911年裁定维持消费税法。
福勒克曾对卸任表示非常失望，希望当年从未离开父母在高地县的农场，但他很快又涉身政治，1910年为哈定竞选州长演讲。哈定曾支持福勒克，但在1908年支持塔夫脱。福勒克自认塔夫脱在1908年对他不公，但还是在1912年演讲支持对方连任。罗斯福此时已同塔夫脱决裂并退出共和党，另组第三党参选，此举导致共和党四分五裂，但福勒克拒绝攻击罗斯福，民主党人伍德罗·威尔逊最后以显著优势入主白宫。
1913年生效的美利坚合众国宪法第十七条修正案将联邦参议员选举办法从州议会投票改成全民普选。福勒克在1912年大选期间的表现颇受好评，他还想为1908年连任落败雪耻，因此投身1914年共和党初选，对手是参议员伯顿和前众议员拉尔夫·科尔（Ralph D. Cole）。拉尔夫退选后，福勒克胜算最大，但他的政敌很多，还有许多人认为他的保守立场已经过时，哈定本来无意参选，但还是在他人说服下加入初选。哈定不愿攻击福勒克，但克利夫兰出版商、马克·汉纳之子丹·汉纳（Dan R. Hanna）等支持者没有如此顾忌。哈定以8万8540票赢得初选，福勒克7万6817票，科尔5万2237票，哈定随后当选参议员。哈定致信福勒克对初选结果表示遗憾，但令福勒克更难受的是选民立场，觉得自己过去为公职呕心沥血，如今换来的只是忘恩负义。
从政生涯结束后福勒克开始创作回忆录《忙碌生活笔记》（Notes of a Busy Life），并在1916年出版，罗斯福看过后对致信福勒克，对当年的攻击表示后悔，信的最后还邀请福勒克到他位于纽约的家中作客。福勒克把信珍藏起来，觉得两人的友谊终于恢复，但他此后不久便去世，没来得及和罗斯福见面。
福勒克支持威尔逊总统推动美国干预第一次世界大战。总统要求国会向德国宣战后，福勒克与其他辛辛那提居民联合起来呼吁支持威尔逊。他的身体状况不佳，1916年冬多次心脏病发，所以对活动参与有限。5月7日，福勒克在辛辛那提市中心再度心脏病发，他人把他送回家，但他一直晕迷不醒，于三天去世。他的遗体于5月13日葬在斯普林格罗夫公墓（Spring Grove Cemetery），成百上千的辛辛那提名流前来送行。

## 命名
福勒克山高5304米，是阿拉斯加山脈第二高峰，也是美国第三高峰。山峰位于阿拉斯加山脈中部，迪纳利山道西南方向24公里，迪纳利国家公园境内，是1899年以在任参议员福勒克命名，还曾得名“麦金莱山”（Mount McKinley），部分阿拉斯加原住民把山叫做“门莱尔”（Menlale）或“迪纳利的夫人”（Denali's wife）。

## 评价
历史学家艾伦·内文斯为沃尔特斯执笔的福勒克传记作序，文中指出，福勒克没有达成当总统的愿望主要是因为俄亥俄州其他政治家的野心。如果没有承诺支持舍曼，他在1888年就可能成为各方妥协的总统候选人。他“年势日长，一年又一年地被迫为后辈领袖让路，先是汉纳保驾护航的麦金莱争得优先，接着公职生涯在福勒克钦点下起步的塔夫脱把趋势推上高潮。福勒克空有管理才能、高涨人气、坚定勇气，却只能换来一个又一个接班人超越他的悲剧。”事实证明，他1914年最后一次竞选落败都标志着俄亥俄州下一位美国总统哈定异军突起。内文斯指出，福勒克的从政风格大胆激进，文章最后总结：“他争取高位落败到底有多少只是运气不好，有多少是因为个人特点，读者……可以自主判断”。同时代的辛辛那提编辑穆拉特·霍尔斯特德（Murat Halstead）认为，福勒克1888年未获总统候选人提名的重要原因是与会俄亥俄政治野心家实在太多，除舍曼、福勒克和麦金莱外，还有同样生于俄亥俄州的哈里森。
内文斯还称，“麦金莱遇刺后，福勒克没有表现出选民日益要求的进步特质，这时他的确显得反动”。沃尔特斯也有同样看法，称福勒克1914年初选失利就是因为共和党人担心他“源自旧时代毫不妥协的共和主义主张会对党派不利”。面对威尔逊轰轰烈烈的新自由（the New Freedom）原则，共和党人需要新领袖。历史学家本杰明·肯德里克（Benjamin Kendrick）声称：“福勒克先生是首位因与‘大企业’过从甚密退休的政治大家”。
研究麦金莱政府的历史学家路易斯·古尔德（Louis L. Gould）认为，福勒克“可能的确与大企业走得太近，但他同样保有北方内战一代对人人平等的追求……促使他在为黑人军人争取时勇往直前”。历史学家珀西·默里（Percy Murray）曾在期刊发文分析福勒克与黑人编辑史密斯的关系，文中声称，福勒克的“从政生涯一定程度上就是因为他支持和拥护黑人权利遭遇滑铁卢……或许史密斯对他和福勒克结盟的总结最为到位：非裔美国人应该……全力支持福勒克和其他同样主张黑人权利的人”。沃尔特·鲁克（Walter Rucker）和詹姆斯·厄普顿（James Upton）合著的《美国种族暴动百科全书》（Encyclopedia of American Race Riots）写道：
 人所共知，福勒克参议员在国会持续关注布朗斯维尔军人问题的过程中作用举足轻重。他为此发表演讲，笔耕不辍。他为军人的辩护都在这句话中完美总结：这些军人“都是黑人，所以不会要求优待，但他们都是人，想要的只有公道”。

### 脚注
1. ↑  Walters，第111页
2. ↑  Phillips，第61页
3. ↑  Reed Randall & Greve，第467–470页
4. ↑  Walters，第4–6页
5. ↑  Joseph Foraker vol. 1，第1–5页
6. ↑  Walters，第5–7页
7. ↑  Joseph Foraker vol. 1，第12页
8. ↑  Walters，第8–9页
9. ↑  Joseph Foraker vol. 1，第16, 26页
10. ↑  Walters，第9–10页
11. ↑  Walters，第10–12页
12. ↑  Walters，第12–14页
13. ↑  Walters，第8页
14. ↑  Walters，第14–17页
15. ↑  Joseph Foraker vol. 1，第80页
16. ↑  Joseph Foraker vol. 1，第83页
17. ↑  Walters，第18页
18. ↑  Joseph Foraker vol. 1，第35页
19. ↑  Walters，第13页
20. ↑  Walters，第18–21页
21. ↑  Reed Randall & Greve，第74页
22. ↑  Goss，第161页
23. ↑  Reed Randall & Greve，第70页
24. ↑  Goss，第157页
25. ↑  Walters，第20页
26. ↑  Walters，第21–22页
27. ↑  Walters，第22页
28. 1 2  Walters，第22–23页
29. ↑  Walters，第25页
30. ↑  Murray，第60页
31. ↑  Walters，第20, 27–28, 80页
32. ↑  Walters，第30, 33页
33. ↑  Walters，第30–33页
34. ↑  Walters，第33–34页
35. ↑  Murray，第171, 173页
36. ↑  Walters，第35页
37. ↑  Walters，第36–39页
38. ↑  Walters，第39页
39. 1 2  Murray，第174页
40. ↑  Walters，第53页
41. ↑  Walters，第53–54, 59页
42. ↑  Horner，第66页
43. ↑  Walters，第81页
44. 1 2  Horner，第67页
45. ↑  Joseph Foraker vol. 1，第321–323页
46. ↑  Murray，第173页
47. ↑  Walters，第52, 54, 62页
48. ↑  Walters，第57页
49. ↑  Horner，第70–71页
50. ↑  Walters，第65–67页
51. ↑  Walters，第69–70页
52. ↑  Walters，第73–76页
53. ↑  Horner，第75页
54. ↑  Horner，第76页
55. ↑  Horner，第77页
56. ↑  Horner，第78页
57. 1 2  Walters，第80页
58. ↑  Walters，第83页
59. 1 2  Bybee，第538–540页
60. ↑  Walters，第89页
61. 1 2  Walters，第91–95页
62. ↑  Morgan，第81页
63. ↑  Phillips，第62–63页
64. 1 2  Walters，第98页
65. ↑  Walters，第123页
66. ↑  Reed Randall & Greve，第468页
67. ↑  Walters，第123–124页
68. ↑  Walters，第99–100页
69. ↑  Phillips，第65页
70. ↑  Knepper，第271页
71. ↑  Walters，第100–101页
72. 1 2  Horner，第87页
73. ↑  Croly，第162页
74. ↑  Horner，第88页
75. ↑  Walters，第102页
76. ↑  Horner，第86页
77. ↑  Walters，第104页
78. ↑  Walters，第105页
79. ↑  Walters，第106页
80. ↑  Morgan，第127–129页
81. ↑  Walters，第107–109页
82. ↑  Walters，第109–110页
83. ↑  New York Times Jan 16, 1896
84. ↑  Stanley Jones，第109页
85. ↑  Stanley Jones，第149页
86. ↑  Stanley Jones，第109–110页
87. ↑  Morgan，第167页
88. ↑  Morgan，第168–170页
89. 1 2  Walters，第132页
90. ↑  Leech，第96页
91. ↑  Walters，第142–143页
92. ↑  Williams，第136–137页
93. 1 2  Gould，第19页
94. ↑  Horner，第218–219页
95. ↑  Joseph Foraker vol. 1，第505–506页
96. ↑  Gould，第51页
97. ↑  Croly，第252–254页
98. ↑  Walters，第181–183页
99. ↑  Horner，第261页
100. 1 2  Walters，第184–186页
101. ↑  Walters，第199页
102. ↑  Morris，第96页
103. ↑  Morris，第232–233页
104. ↑  Knepper，第320页
105. ↑  Walters，第144–145页
106. ↑  Morgan，第264, 286页
107. ↑  Walters，第148–152页
108. ↑  Leech，第190–193页
109. ↑  Walters，第152–153页
110. ↑  Morgan，第353–354页
111. ↑  Walters，第170页
112. ↑  Weaver，第77页
113. ↑  Walters，第171–173页
114. ↑  Walters，第213页
115. ↑  Walters，第228–231页
116. ↑  Morris，第453–455, 467–468页
117. ↑  Walters，第232–234页
118. ↑  Morris，第471页
119. ↑  Walters，第235页
120. 1 2  Morris，第472页
121. ↑  Morris，第471–472页
122. ↑  Walters，第235–238页
123. ↑  Walters，第140页
124. ↑  Walters，第238–239页
125. ↑  Morris，第478页
126. ↑  Weaver，第126页
127. ↑  Walters，第239页
128. ↑  Morris，第478–479页
129. ↑  Morris，第480页
130. ↑  Weaver，第127页
131. ↑  Morris，第479–480页
132. ↑  Walters，第242页
133. ↑  Walters，第240–242页
134. ↑  Weaver，第129页
135. ↑  Weaver，第131页
136. ↑  Ohio Amendments.
137. ↑  Walters，第260–268页
138. ↑  Walters，第262–272页
139. ↑  Weaver，第138–139页
140. ↑  Walters，第273–277页
141. ↑  Weaver，第142–143页
142. ↑  Weaver，第143, 146页
143. ↑  Weaver，第146页
144. ↑  Kendrick，第591–592页
145. ↑  Walters，第283–284页
146. ↑  Weaver，第147–150页
147. ↑  Weaver，第xvi–xviii, 209–210页
148. ↑  Walters，第246页
149. ↑  Joseph Foraker vol. 2，第320–321, 326页
150. ↑  Walters，第288页
151. ↑  Flint v. Stone Tracy Co
152. ↑  Walters，第288–291页
153. ↑  Weaver，第173–174页
154. ↑  Walters，第291–293页
155. ↑  Walters，第294页
156. ↑  Weaver，第186页
157. ↑  Walters，第295–296页
158. ↑  U.S. State summary grid lists.
159. ↑  Adams 2016.
160. ↑  Geological Survey & 1967，第345页
161. 1 2  Walters，第ix页
162. ↑  Warren G. Harding
163. ↑  Walters，第77页
164. ↑  Walters，第x页
165. ↑  Walters，第93页
166. ↑  Kendrick，第592页
167. ↑  Weaver，第xxi页
168. ↑  Murray，第181页
169. ↑  Rucker and Upton，第81页

### 图书
- Croly, Herbert. . New York: The Macmillan Company. 1912  [2020-12-13]. OCLC 715683.
- Foraker, Joseph Benson.  1 3rd. Cincinnati: Stewart & Kidd Company. 1917 [1916]  [2020-12-13]. （原始内容存档于2021-04-17）.
- Foraker, Joseph Benson.  2. Cincinnati: Stewart & Kidd Company. 1916  [2020-12-13]. （原始内容存档于2021-04-17）.
- Gould, Lewis L. . American Presidency. Lawrence, Kan.: University Press of Kansas. 1980  [2020-12-13]. ISBN 978-0-7006-0206-3.
- Goss, Charles Frederic.  2. Cincinnati: S J Clarke Publishing Company. 1912  [2020-12-13]. （原始内容存档于2021-03-17）.
- Horner, William T. . Athens, Ohio: Ohio University Press. 2010. ISBN 978-0-8214-1894-9.
- Jones, Stanley L. . Madison, Wis.: University of Wisconsin Press. 1964  [2020-12-13]. OCLC 445683.
- Knepper, George W. . Kent, Ohio: Kent State University Press. 2003  [2020-12-13]. ISBN 978-0-87338-791-0. （原始内容存档于2021-04-17）.
- Leech, Margaret. . New York: Harper and Brothers. 1959  [2020-12-13]. OCLC 456809.
- Morgan, H. Wayne.  revised. Kent, Ohio: The Kent State University Press. 2003. ISBN 978-0-87338-765-1.
- Morris, Edmund. . New York: Random House. 2001. ISBN 978-0-394-55509-6.
- Phillips, Kevin. . New York: Times Books. 2003  [2020-12-13]. ISBN 978-0-8050-6953-2.
- Reed, George Irving; Randall, Emilius Oviatt; Greve, Charles Theodore (编).  1. Chicago: Century Publishing and Engraving Company. 1897: 467–470  [2020-12-13]. （原始内容存档于2021-04-17）.
- Rucker, Walter; Upton, James.  1. Westport, Conn.: Greenwood Press. 2007  [2020-12-13]. ISBN 978-0-313-33301-9. （原始内容存档于2021-04-17）.
- Walters, Everett. . Columbus, Ohio: The Ohio History Press. 1948.
- Weaver, John D. . College Station, Tex.: Texas A&M University Press. 1997. ISBN 978-0-89096-748-5.
- Williams, R. Hal. . Lawrence, Kan.: University Press of Kansas. 2010. ISBN 978-0-7006-1721-0.
- Geological Survey. . U.S. Government Printing Office. 1967: 345  [2020-12-15]. （原始内容存档于2021-04-17）.

### 其他来源
- Bybee, Jay S. . Northwestern University Law Review (Evanston, Ill.: Northwestern University). Winter 1997, 91 (2): 500–572  [2020-12-13]. （原始内容存档于2020-12-12）.
- Kendrick, Benjamin B. . Political Science Quarterly (The Academy of Political Science). 1916-12, 31 (4): 590–604. JSTOR 2141630. doi:10.2307/2141630.
- Murray, Percy E. . The Journal of Negro History (Association for the Study of African American Life and History, Inc.). Spring 1983, 68 (2): 171–184. JSTOR 2717720. doi:10.2307/2717720.
- . Cleveland State University Cleveland–Marshall College of Law.   [2020-12-13]. （原始内容存档于2020-11-12）.
- . The New York Times. 1896-01-16  [2020-12-13]. （原始内容存档于2021-04-17）.
- Flint v. Stone Tracy Co., 220 U.S. 107, 127 (Supreme Court of the United States 1911-03-13).
- . The Presidents. The White House.   [2020-12-13]. （原始内容存档于2020-12-12）.
- . peakbagger.com.   [2020-12-15]. （原始内容存档于2020-10-18）.
- Adams, Seth. . Alaska Magazine. 2016-12-21  [2020-12-15]. （原始内容存档于2020-09-30）.